# Vuelta al País Vasco 2019
La 59.ª edición de la Vuelta al País Vasco (oficialmente: Itzulia Basque Country) fue una carrera de ciclismo en ruta por etapas que se celebró entre el 8 y el 13 de abril de 2019 con inicio en la ciudad de Zumarraga y final en la ciudad de Éibar en España. El recorrido consta de un total de 6 etapas sobre una distancia total de 784,2 km.
La carrera hizo parte del circuito UCI WorldTour 2019 dentro de la categoría 2.UWT. El vencedor final fue el español Ion Izagirre del Astana seguido del irlandés Daniel Martin del UAE Emirates y el alemán Emanuel Buchmann del Bora-Hansgrohe.

## Equipos participantes
Tomaron la partida un total de 23 equipos, de los cuales participan por derecho propio los 18 equipos de categoría UCI WorldTeam y 5 equipos de Profesional Continental invitados por la organización de la carrera, quienes conformaron un pelotón de 161 ciclistas de los cuales terminaron 96. Los equipos participantes fueron:
| WorldTeams (18)- AG2R La Mondiale - Astana - Bahrain-Merida - Bora-hansgrohe - CCC Team - Deceuninck-Quick Step - Dimension Data - EF Education First - Groupama-FDJ - Team Jumbo-Visma - Lotto Soudal - Mitchelton-Scott - Movistar Team - Katusha-Alpecin - Sky - Team Sunweb - Trek-Segafredo - UAE Team Emirates Equipos continentales profesionales (5)- Burgos-BH - Caja Rural-Seguros RGA - Cofidis, Solutions Crédits - Euskadi Basque Country-Murias - Manzana Postobón |
| |

## Etapas
La Vuelta al País Vasco dispuso de seis etapas para un recorrido total de 784,2 kilómetros, donde se contempla una Contrarreloj individual, tres etapas de media montaña, y dos etapas de alta montaña en los siguientes días. La ruta incluye el ascenso a 22 puertos de montaña: cinco de 1ª categoría, dos de 2ª categoría y quince de 3ª categoría.
| Etapa     | Fecha     | Recorrido                                             | type                    | Distancia (km) | Ganador               | Líder                 |
| --------- | --------- | ----------------------------------------------------- | ----------------------- | -------------- | --------------------- | --------------------- |
| 1.ª etapa | 8 de abr  | Zumárraga – Zumárraga                                 | contrarreloj individual | 11,2           | Maximilian Schachmann | Maximilian Schachmann |
| 2.ª etapa | 9 de abr  | Zumárraga – Gorraiz                                   | etapa escarpada         | 149,5          | Julian Alaphilippe    | Maximilian Schachmann |
| 3.ª etapa | 10 de abr | Sarriguren – Santuario de Nuestra Señora de Estíbaliz | etapa escarpada         | 191,4          | Maximilian Schachmann | Maximilian Schachmann |
| 4.ª etapa | 11 de abr | Vitoria – Arrigorriaga                                | etapa de media montaña  | 164,1          | Maximilian Schachmann | Maximilian Schachmann |
| 5.ª etapa | 12 de abr | Arrigorriaga – Arrate                                 | etapa de montaña        | 149,8          | Emanuel Buchmann      | Emanuel Buchmann      |
| 6.ª etapa | 13 de abr | Éibar – Éibar                                         | etapa de montaña        | 118,2          | Adam Yates            | Ion Izagirre          |

## Desarrollo de la carrera

### 1.ª etapa
| Zumárraga - Zumárraga | contrarreloj individual | (11,2 km) |

| \| Clasificación de la etapa \| Clasificación de la etapa \| Clasificación de la etapa \| Clasificación de la etapa \| Clasificación de la etapa \| \| Ciclista \| Ciclista \| Equipo \| Tiempo \| \| \| ------------------------- \| ------------------------- \| ------------------------- \| ------------------------- \| ------------------------- \| \| 1.º \| Maximilian Schachmann \| Bora-Hansgrohe \| 17 min 10 s \| \| \| 2.º \| Daniel Felipe Martínez \| EF Education First \| + 9 s \| \| \| 3.º \| Michał Kwiatkowski \| Team Sky \| + 10 s \| \| \| 4.º \| Julian Alaphilippe \| Deceuninck-Quick Step \| + 12 s \| \| \| 5.º \| Adam Yates \| Mitchelton-Scott \| + 16 s \| \| \| 6.º \| Patrick Konrad \| Bora-Hansgrohe \| + 19 s \| \| \| 7.º \| Ion Izagirre \| Astana \| + 22 s \| \| \| 8.º \| Enric Mas \| Deceuninck-Quick Step \| + 24 s \| \| \| 9.º \| Geraint Thomas \| Team Sky \| + 30 s \| \| \| 10.º \| Hugh Carthy \| EF Education First \| + 31 s \| \| |                        |                       |             |
| |                        |                       |             |
| Fuente: ProCyclingStats |                        |                       |             |
| Clasificación de la etapa |                        |                       |             |
| Ciclista | Ciclista               | Equipo                | Tiempo      |
| 1.º | Maximilian Schachmann  | Bora-Hansgrohe        | 17 min 10 s |
| 2.º | Daniel Felipe Martínez | EF Education First    | + 9 s       |
| 3.º | Michał Kwiatkowski     | Team Sky              | + 10 s      |
| 4.º | Julian Alaphilippe     | Deceuninck-Quick Step | + 12 s      |
| 5.º | Adam Yates             | Mitchelton-Scott      | + 16 s      |
| 6.º | Patrick Konrad         | Bora-Hansgrohe        | + 19 s      |
| 7.º | Ion Izagirre           | Astana                | + 22 s      |
| 8.º | Enric Mas              | Deceuninck-Quick Step | + 24 s      |
| 9.º | Geraint Thomas         | Team Sky              | + 30 s      |
| 10.º | Hugh Carthy            | EF Education First    | + 31 s      |

| \| Clasificación general \| Clasificación general \| Clasificación general \| Clasificación general \| Clasificación general \| \| Ciclista \| Ciclista \| Equipo \| Tiempo \| \| \| --------------------- \| ---------------------- \| --------------------- \| --------------------- \| --------------------- \| \| 1.º \| Maximilian Schachmann \| Bora-Hansgrohe \| 17 min 10 s \| \| \| 2.º \| Daniel Felipe Martínez \| EF Education First \| + 9 s \| \| \| 3.º \| Michał Kwiatkowski \| Team Sky \| + 10 s \| \| \| 4.º \| Julian Alaphilippe \| Deceuninck-Quick Step \| + 12 s \| \| \| 5.º \| Adam Yates \| Mitchelton-Scott \| + 16 s \| \| \| 6.º \| Patrick Konrad \| Bora-Hansgrohe \| + 19 s \| \| \| 7.º \| Ion Izagirre \| Astana \| + 22 s \| \| \| 8.º \| Enric Mas \| Deceuninck-Quick Step \| + 24 s \| \| \| 9.º \| Geraint Thomas \| Team Sky \| + 30 s \| \| \| 10.º \| Hugh Carthy \| EF Education First \| + 31 s \| \| |                        |                       |             |
| |                        |                       |             |
| Fuente: ProCyclingStats |                        |                       |             |
| Clasificación general |                        |                       |             |
| Ciclista | Ciclista               | Equipo                | Tiempo      |
| 1.º | Maximilian Schachmann  | Bora-Hansgrohe        | 17 min 10 s |
| 2.º | Daniel Felipe Martínez | EF Education First    | + 9 s       |
| 3.º | Michał Kwiatkowski     | Team Sky              | + 10 s      |
| 4.º | Julian Alaphilippe     | Deceuninck-Quick Step | + 12 s      |
| 5.º | Adam Yates             | Mitchelton-Scott      | + 16 s      |
| 6.º | Patrick Konrad         | Bora-Hansgrohe        | + 19 s      |
| 7.º | Ion Izagirre           | Astana                | + 22 s      |
| 8.º | Enric Mas              | Deceuninck-Quick Step | + 24 s      |
| 9.º | Geraint Thomas         | Team Sky              | + 30 s      |
| 10.º | Hugh Carthy            | EF Education First    | + 31 s      |

### 2.ª etapa
| Zumárraga - Gorraiz | etapa escarpada | (149,5 km) |

| \| Clasificación de la etapa \| Clasificación de la etapa \| Clasificación de la etapa \| Clasificación de la etapa \| Clasificación de la etapa \| \| Ciclista \| Ciclista \| Equipo \| Tiempo \| \| \| ------------------------- \| ------------------------- \| ------------------------- \| ------------------------- \| ------------------------- \| \| 1.º \| Julian Alaphilippe \| Deceuninck-Quick Step \| 3 h 29 min 37 s \| \| \| 2.º \| Bjorg Lambrecht \| Lotto-Soudal \| + 1 s \| \| \| 3.º \| Michał Kwiatkowski \| Team Sky \| + 1 s \| \| \| 4.º \| Omar Fraile \| Astana \| + 1 s \| \| \| 5.º \| Valentin Madouas \| Groupama-FDJ \| + 1 s \| \| \| 6.º \| Maximilian Schachmann \| Bora-Hansgrohe \| + 1 s \| \| \| 7.º \| Patrick Konrad \| Bora-Hansgrohe \| + 1 s \| \| \| 8.º \| Ion Izagirre \| Astana \| + 1 s \| \| \| 9.º \| Tadej Pogačar \| UAE Team Emirates \| + 1 s \| \| \| 10.º \| Pieter Serry \| Deceuninck-Quick Step \| + 1 s \| \| |                       |                       |                 |
| |                       |                       |                 |
| Fuente: ProCyclingStats |                       |                       |                 |
| Clasificación de la etapa |                       |                       |                 |
| Ciclista | Ciclista              | Equipo                | Tiempo          |
| 1.º | Julian Alaphilippe    | Deceuninck-Quick Step | 3 h 29 min 37 s |
| 2.º | Bjorg Lambrecht       | Lotto-Soudal          | + 1 s           |
| 3.º | Michał Kwiatkowski    | Team Sky              | + 1 s           |
| 4.º | Omar Fraile           | Astana                | + 1 s           |
| 5.º | Valentin Madouas      | Groupama-FDJ          | + 1 s           |
| 6.º | Maximilian Schachmann | Bora-Hansgrohe        | + 1 s           |
| 7.º | Patrick Konrad        | Bora-Hansgrohe        | + 1 s           |
| 8.º | Ion Izagirre          | Astana                | + 1 s           |
| 9.º | Tadej Pogačar         | UAE Team Emirates     | + 1 s           |
| 10.º | Pieter Serry          | Deceuninck-Quick Step | + 1 s           |

| \| Clasificación general \| Clasificación general \| Clasificación general \| Clasificación general \| Clasificación general \| \| Ciclista \| Ciclista \| Equipo \| Tiempo \| \| \| --------------------- \| ---------------------- \| --------------------- \| --------------------- \| --------------------- \| \| 1.º \| Maximilian Schachmann \| Bora-Hansgrohe \| 3 h 46 min 44 s \| \| \| 2.º \| Julian Alaphilippe \| Deceuninck-Quick Step \| + 5 s \| \| \| 3.º \| Michał Kwiatkowski \| Team Sky \| + 10 s \| \| \| 4.º \| Daniel Felipe Martínez \| EF Education First \| + 13 s \| \| \| 5.º \| Ion Izagirre \| Astana \| + 23 s \| \| \| 6.º \| Patrick Konrad \| Bora-Hansgrohe \| + 23 s \| \| \| 7.º \| Enric Mas \| Deceuninck-Quick Step \| + 28 s \| \| \| 8.º \| Dylan Teuns \| Bahrain-Merida \| + 36 s \| \| \| 9.º \| Daniel Martin \| UAE Team Emirates \| + 39 s \| \| \| 10.º \| Emanuel Buchmann \| Bora-Hansgrohe \| + 41 s \| \| |                        |                       |                 |
| |                        |                       |                 |
| Fuente: ProCyclingStats |                        |                       |                 |
| Clasificación general |                        |                       |                 |
| Ciclista | Ciclista               | Equipo                | Tiempo          |
| 1.º | Maximilian Schachmann  | Bora-Hansgrohe        | 3 h 46 min 44 s |
| 2.º | Julian Alaphilippe     | Deceuninck-Quick Step | + 5 s           |
| 3.º | Michał Kwiatkowski     | Team Sky              | + 10 s          |
| 4.º | Daniel Felipe Martínez | EF Education First    | + 13 s          |
| 5.º | Ion Izagirre           | Astana                | + 23 s          |
| 6.º | Patrick Konrad         | Bora-Hansgrohe        | + 23 s          |
| 7.º | Enric Mas              | Deceuninck-Quick Step | + 28 s          |
| 8.º | Dylan Teuns            | Bahrain-Merida        | + 36 s          |
| 9.º | Daniel Martin          | UAE Team Emirates     | + 39 s          |
| 10.º | Emanuel Buchmann       | Bora-Hansgrohe        | + 41 s          |

### 3.ª etapa
| Sarriguren - Santuario de Nuestra Señora de Estíbaliz | etapa escarpada | (191,4 km) |

| \| Clasificación de la etapa \| Clasificación de la etapa \| Clasificación de la etapa \| Clasificación de la etapa \| Clasificación de la etapa \| \| Ciclista \| Ciclista \| Equipo \| Tiempo \| \| \| ------------------------- \| ------------------------- \| ------------------------- \| ------------------------- \| ------------------------- \| \| 1.º \| Maximilian Schachmann \| Bora-Hansgrohe \| 4 h 47 min 57 s \| \| \| 2.º \| Diego Ulissi \| UAE Team Emirates \| + 0 s \| \| \| 3.º \| Enrico Battaglin \| Katusha-Alpecin \| + 0 s \| \| \| 4.º \| Marc Hirschi \| Team Sunweb \| + 0 s \| \| \| 5.º \| Ion Izagirre \| Astana \| + 0 s \| \| \| 6.º \| Jon Aberasturi \| Caja Rural-Seguros RGA \| + 0 s \| \| \| 7.º \| Adam Yates \| Mitchelton-Scott \| + 0 s \| \| \| 8.º \| Bauke Mollema \| Trek-Segafredo \| + 0 s \| \| \| 9.º \| Carlos Quintero \| Manzana Postobón \| + 0 s \| \| \| 10.º \| Grega Bole \| Bahrain-Merida \| + 0 s \| \| |                       |                        |                 |
| |                       |                        |                 |
| Fuente: ProCyclingStats |                       |                        |                 |
| Clasificación de la etapa |                       |                        |                 |
| Ciclista | Ciclista              | Equipo                 | Tiempo          |
| 1.º | Maximilian Schachmann | Bora-Hansgrohe         | 4 h 47 min 57 s |
| 2.º | Diego Ulissi          | UAE Team Emirates      | + 0 s           |
| 3.º | Enrico Battaglin      | Katusha-Alpecin        | + 0 s           |
| 4.º | Marc Hirschi          | Team Sunweb            | + 0 s           |
| 5.º | Ion Izagirre          | Astana                 | + 0 s           |
| 6.º | Jon Aberasturi        | Caja Rural-Seguros RGA | + 0 s           |
| 7.º | Adam Yates            | Mitchelton-Scott       | + 0 s           |
| 8.º | Bauke Mollema         | Trek-Segafredo         | + 0 s           |
| 9.º | Carlos Quintero       | Manzana Postobón       | + 0 s           |
| 10.º | Grega Bole            | Bahrain-Merida         | + 0 s           |

| \| Clasificación general \| Clasificación general \| Clasificación general \| Clasificación general \| Clasificación general \| \| Ciclista \| Ciclista \| Equipo \| Tiempo \| \| \| --------------------- \| ---------------------- \| --------------------- \| --------------------- \| --------------------- \| \| 1.º \| Maximilian Schachmann \| Bora-Hansgrohe \| 8 h 34 min 31 s \| \| \| 2.º \| Ion Izagirre \| Astana \| + 33 s \| \| \| 3.º \| Patrick Konrad \| Bora-Hansgrohe \| + 33 s \| \| \| 4.º \| Daniel Felipe Martínez \| EF Education First \| + 48 s \| \| \| 5.º \| Daniel Martin \| UAE Team Emirates \| + 49 s \| \| \| 6.º \| Emanuel Buchmann \| Bora-Hansgrohe \| + 51 s \| \| \| 7.º \| Pello Bilbao \| Astana \| + 54 s \| \| \| 8.º \| Dylan Teuns \| Bahrain-Merida \| + 1 min 11 s \| \| \| 9.º \| Mikel Landa \| Movistar Team \| + 1 min 16 s \| \| \| 10.º \| Sam Oomen \| Team Sunweb \| + 1 min 16 s \| \| |                        |                    |                 |
| |                        |                    |                 |
| Fuente: ProCyclingStats |                        |                    |                 |
| Clasificación general |                        |                    |                 |
| Ciclista | Ciclista               | Equipo             | Tiempo          |
| 1.º | Maximilian Schachmann  | Bora-Hansgrohe     | 8 h 34 min 31 s |
| 2.º | Ion Izagirre           | Astana             | + 33 s          |
| 3.º | Patrick Konrad         | Bora-Hansgrohe     | + 33 s          |
| 4.º | Daniel Felipe Martínez | EF Education First | + 48 s          |
| 5.º | Daniel Martin          | UAE Team Emirates  | + 49 s          |
| 6.º | Emanuel Buchmann       | Bora-Hansgrohe     | + 51 s          |
| 7.º | Pello Bilbao           | Astana             | + 54 s          |
| 8.º | Dylan Teuns            | Bahrain-Merida     | + 1 min 11 s    |
| 9.º | Mikel Landa            | Movistar Team      | + 1 min 16 s    |
| 10.º | Sam Oomen              | Team Sunweb        | + 1 min 16 s    |

### 4.ª etapa
| Vitoria - Arrigorriaga | etapa de media montaña | (164,1 km) |

| \| Clasificación de la etapa \| Clasificación de la etapa \| Clasificación de la etapa \| Clasificación de la etapa \| Clasificación de la etapa \| \| Ciclista \| Ciclista \| Equipo \| Tiempo \| \| \| ------------------------- \| ------------------------- \| ------------------------- \| ------------------------- \| ------------------------- \| \| 1.º \| Maximilian Schachmann \| Bora-Hansgrohe \| 4 h 03 min 55 s \| \| \| 2.º \| Tadej Pogačar \| UAE Team Emirates \| + 0 s \| \| \| 3.º \| Jakob Fuglsang \| Astana \| + 1 s \| \| \| 4.º \| Adam Yates \| Mitchelton-Scott \| + 1 s \| \| \| 5.º \| Marc Hirschi \| Team Sunweb \| + 9 s \| \| \| 6.º \| Emanuel Buchmann \| Bora-Hansgrohe \| + 9 s \| \| \| 7.º \| Patrick Konrad \| Bora-Hansgrohe \| + 9 s \| \| \| 8.º \| Ion Izagirre \| Astana \| + 9 s \| \| \| 9.º \| Valentin Madouas \| Groupama-FDJ \| + 9 s \| \| \| 10.º \| Bjorg Lambrecht \| Lotto-Soudal \| + 9 s \| \| |                       |                   |                 |
| |                       |                   |                 |
| Fuente: ProCyclingStats |                       |                   |                 |
| Clasificación de la etapa |                       |                   |                 |
| Ciclista | Ciclista              | Equipo            | Tiempo          |
| 1.º | Maximilian Schachmann | Bora-Hansgrohe    | 4 h 03 min 55 s |
| 2.º | Tadej Pogačar         | UAE Team Emirates | + 0 s           |
| 3.º | Jakob Fuglsang        | Astana            | + 1 s           |
| 4.º | Adam Yates            | Mitchelton-Scott  | + 1 s           |
| 5.º | Marc Hirschi          | Team Sunweb       | + 9 s           |
| 6.º | Emanuel Buchmann      | Bora-Hansgrohe    | + 9 s           |
| 7.º | Patrick Konrad        | Bora-Hansgrohe    | + 9 s           |
| 8.º | Ion Izagirre          | Astana            | + 9 s           |
| 9.º | Valentin Madouas      | Groupama-FDJ      | + 9 s           |
| 10.º | Bjorg Lambrecht       | Lotto-Soudal      | + 9 s           |

| \| Clasificación general \| Clasificación general \| Clasificación general \| Clasificación general \| Clasificación general \| \| Ciclista \| Ciclista \| Equipo \| Tiempo \| \| \| --------------------- \| ---------------------- \| --------------------- \| --------------------- \| --------------------- \| \| 1.º \| Maximilian Schachmann \| Bora-Hansgrohe \| 12 h 38 min 16 s \| \| \| 2.º \| Patrick Konrad \| Bora-Hansgrohe \| + 51 s \| \| \| 3.º \| Ion Izagirre \| Astana \| + 52 s \| \| \| 4.º \| Daniel Felipe Martínez \| EF Education First \| + 1 min 07 s \| \| \| 5.º \| Daniel Martin \| UAE Team Emirates \| + 1 min 08 s \| \| \| 6.º \| Emanuel Buchmann \| Bora-Hansgrohe \| + 1 min 10 s \| \| \| 7.º \| Jakob Fuglsang \| Astana \| + 1 min 24 s \| \| \| 8.º \| Dylan Teuns \| Bahrain-Merida \| + 1 min 30 s \| \| \| 9.º \| Mikel Landa \| Movistar Team \| + 1 min 35 s \| \| \| 10.º \| Mikel Nieve \| Mitchelton-Scott \| + 1 min 38 s \| \| |                        |                    |                  |
| |                        |                    |                  |
| Fuente: ProCyclingStats |                        |                    |                  |
| Clasificación general |                        |                    |                  |
| Ciclista | Ciclista               | Equipo             | Tiempo           |
| 1.º | Maximilian Schachmann  | Bora-Hansgrohe     | 12 h 38 min 16 s |
| 2.º | Patrick Konrad         | Bora-Hansgrohe     | + 51 s           |
| 3.º | Ion Izagirre           | Astana             | + 52 s           |
| 4.º | Daniel Felipe Martínez | EF Education First | + 1 min 07 s     |
| 5.º | Daniel Martin          | UAE Team Emirates  | + 1 min 08 s     |
| 6.º | Emanuel Buchmann       | Bora-Hansgrohe     | + 1 min 10 s     |
| 7.º | Jakob Fuglsang         | Astana             | + 1 min 24 s     |
| 8.º | Dylan Teuns            | Bahrain-Merida     | + 1 min 30 s     |
| 9.º | Mikel Landa            | Movistar Team      | + 1 min 35 s     |
| 10.º | Mikel Nieve            | Mitchelton-Scott   | + 1 min 38 s     |

### 5.ª etapa
| Arrigorriaga - Arrate | etapa de montaña | (149,8 km) |

| \| Clasificación de la etapa \| Clasificación de la etapa \| Clasificación de la etapa \| Clasificación de la etapa \| Clasificación de la etapa \| \| Ciclista \| Ciclista \| Equipo \| Tiempo \| \| \| ------------------------- \| ------------------------- \| ------------------------- \| ------------------------- \| ------------------------- \| \| 1.º \| Emanuel Buchmann \| Bora-Hansgrohe \| 3 h 44 min 14 s \| \| \| 2.º \| Ion Izagirre \| Astana \| + 1 min 08 s \| \| \| 3.º \| Adam Yates \| Mitchelton-Scott \| + 1 min 08 s \| \| \| 4.º \| Jakob Fuglsang \| Astana \| + 1 min 08 s \| \| \| 5.º \| Tadej Pogačar \| UAE Team Emirates \| + 1 min 24 s \| \| \| 6.º \| Daniel Martin \| UAE Team Emirates \| + 1 min 24 s \| \| \| 7.º \| Mikel Landa \| Movistar Team \| + 1 min 50 s \| \| \| 8.º \| Lucas Hamilton \| Mitchelton-Scott \| + 2 min 04 s \| \| \| 9.º \| Maximilian Schachmann \| Bora-Hansgrohe \| + 2 min 04 s \| \| \| 10.º \| Patrick Konrad \| Bora-Hansgrohe \| + 2 min 04 s \| \| |                       |                   |                 |
| |                       |                   |                 |
| Fuente: ProCyclingStats |                       |                   |                 |
| Clasificación de la etapa |                       |                   |                 |
| Ciclista | Ciclista              | Equipo            | Tiempo          |
| 1.º | Emanuel Buchmann      | Bora-Hansgrohe    | 3 h 44 min 14 s |
| 2.º | Ion Izagirre          | Astana            | + 1 min 08 s    |
| 3.º | Adam Yates            | Mitchelton-Scott  | + 1 min 08 s    |
| 4.º | Jakob Fuglsang        | Astana            | + 1 min 08 s    |
| 5.º | Tadej Pogačar         | UAE Team Emirates | + 1 min 24 s    |
| 6.º | Daniel Martin         | UAE Team Emirates | + 1 min 24 s    |
| 7.º | Mikel Landa           | Movistar Team     | + 1 min 50 s    |
| 8.º | Lucas Hamilton        | Mitchelton-Scott  | + 2 min 04 s    |
| 9.º | Maximilian Schachmann | Bora-Hansgrohe    | + 2 min 04 s    |
| 10.º | Patrick Konrad        | Bora-Hansgrohe    | + 2 min 04 s    |

| \| Clasificación general \| Clasificación general \| Clasificación general \| Clasificación general \| Clasificación general \| \| Ciclista \| Ciclista \| Equipo \| Tiempo \| \| \| --------------------- \| ---------------------- \| --------------------- \| --------------------- \| --------------------- \| \| 1.º \| Emanuel Buchmann \| Bora-Hansgrohe \| 16 h 23 min 30 s \| \| \| 2.º \| Ion Izagirre \| Astana \| + 54 s \| \| \| 3.º \| Maximilian Schachmann \| Bora-Hansgrohe \| + 1 min 04 s \| \| \| 4.º \| Daniel Martin \| UAE Team Emirates \| + 1 min 32 s \| \| \| 5.º \| Jakob Fuglsang \| Astana \| + 1 min 32 s \| \| \| 6.º \| Patrick Konrad \| Bora-Hansgrohe \| + 1 min 55 s \| \| \| 7.º \| Adam Yates \| Mitchelton-Scott \| + 1 min 56 s \| \| \| 8.º \| Daniel Felipe Martínez \| EF Education First \| + 2 min 11 s \| \| \| 9.º \| Mikel Landa \| Movistar Team \| + 2 min 25 s \| \| \| 10.º \| Tadej Pogačar \| UAE Team Emirates \| + 2 min 25 s \| \| |                        |                    |                  |
| |                        |                    |                  |
| Fuente: ProCyclingStats |                        |                    |                  |
| Clasificación general |                        |                    |                  |
| Ciclista | Ciclista               | Equipo             | Tiempo           |
| 1.º | Emanuel Buchmann       | Bora-Hansgrohe     | 16 h 23 min 30 s |
| 2.º | Ion Izagirre           | Astana             | + 54 s           |
| 3.º | Maximilian Schachmann  | Bora-Hansgrohe     | + 1 min 04 s     |
| 4.º | Daniel Martin          | UAE Team Emirates  | + 1 min 32 s     |
| 5.º | Jakob Fuglsang         | Astana             | + 1 min 32 s     |
| 6.º | Patrick Konrad         | Bora-Hansgrohe     | + 1 min 55 s     |
| 7.º | Adam Yates             | Mitchelton-Scott   | + 1 min 56 s     |
| 8.º | Daniel Felipe Martínez | EF Education First | + 2 min 11 s     |
| 9.º | Mikel Landa            | Movistar Team      | + 2 min 25 s     |
| 10.º | Tadej Pogačar          | UAE Team Emirates  | + 2 min 25 s     |

### 6.ª etapa
| Éibar - Éibar | etapa de montaña | (118,2 km) |

| \| Clasificación de la etapa \| Clasificación de la etapa \| Clasificación de la etapa \| Clasificación de la etapa \| Clasificación de la etapa \| \| Ciclista \| Ciclista \| Equipo \| Tiempo \| \| \| ------------------------- \| ------------------------- \| ------------------------- \| ------------------------- \| ------------------------- \| \| 1.º \| Adam Yates \| Mitchelton-Scott \| 2 h 59 min 46 s \| \| \| 2.º \| Daniel Martin \| UAE Team Emirates \| + 1 s \| \| \| 3.º \| Jakob Fuglsang \| Astana \| + 1 s \| \| \| 4.º \| Ion Izagirre \| Astana \| + 1 s \| \| \| 5.º \| Tadej Pogačar \| UAE Team Emirates \| + 7 s \| \| \| 6.º \| Bauke Mollema \| Trek-Segafredo \| + 1 min 24 s \| \| \| 7.º \| Mikel Landa \| Movistar Team \| + 1 min 24 s \| \| \| 8.º \| Hugh Carthy \| EF Education First \| + 1 min 24 s \| \| \| 9.º \| David Gaudu \| Groupama-FDJ \| + 1 min 24 s \| \| \| 10.º \| Lucas Hamilton \| Mitchelton-Scott \| + 1 min 24 s \| \| |                |                    |                 |
| |                |                    |                 |
| Fuente: ProCyclingStats |                |                    |                 |
| Clasificación de la etapa |                |                    |                 |
| Ciclista | Ciclista       | Equipo             | Tiempo          |
| 1.º | Adam Yates     | Mitchelton-Scott   | 2 h 59 min 46 s |
| 2.º | Daniel Martin  | UAE Team Emirates  | + 1 s           |
| 3.º | Jakob Fuglsang | Astana             | + 1 s           |
| 4.º | Ion Izagirre   | Astana             | + 1 s           |
| 5.º | Tadej Pogačar  | UAE Team Emirates  | + 7 s           |
| 6.º | Bauke Mollema  | Trek-Segafredo     | + 1 min 24 s    |
| 7.º | Mikel Landa    | Movistar Team      | + 1 min 24 s    |
| 8.º | Hugh Carthy    | EF Education First | + 1 min 24 s    |
| 9.º | David Gaudu    | Groupama-FDJ       | + 1 min 24 s    |
| 10.º | Lucas Hamilton | Mitchelton-Scott   | + 1 min 24 s    |

## Clasificaciones finales
- Las clasificaciones finalizaron de la siguiente forma:[4]

### Clasificación general
| \| Clasificación general \| Clasificación general \| Clasificación general \| Clasificación general \| Clasificación general \| \| Ciclista \| Ciclista \| Equipo \| Tiempo \| \| \| --------------------- \| ---------------------- \| ----------------------------- \| --------------------- \| --------------------- \| \| 1.º \| Ion Izagirre \| Astana \| 19 h 24 min 09 s \| \| \| 2.º \| Daniel Martin \| UAE Team Emirates \| + 29 s \| \| \| 3.º \| Emanuel Buchmann \| Bora-Hansgrohe \| + 31 s \| \| \| 4.º \| Jakob Fuglsang \| Astana \| + 36 s \| \| \| 5.º \| Adam Yates \| Mitchelton-Scott \| + 51 s \| \| \| 6.º \| Tadej Pogačar \| UAE Team Emirates \| + 1 min 36 s \| \| \| 7.º \| Mikel Landa \| Movistar Team \| + 2 min 56 s \| \| \| 8.º \| Mikel Nieve \| Mitchelton-Scott \| + 3 min 13 s \| \| \| 9.º \| Patrick Konrad \| Bora-Hansgrohe \| + 3 min 29 s \| \| \| 10.º \| Maximilian Schachmann \| Bora-Hansgrohe \| + 3 min 44 s \| \| \| 11.º \| Enric Mas \| Deceuninck-Quick Step \| + 4 min 15 s \| \| \| 12.º \| Hugh Carthy \| EF Education First \| + 5 min 25 s \| \| \| 13.º \| Diego Ulissi \| UAE Team Emirates \| + 6 min 02 s \| \| \| 14.º \| Sergio Luis Henao \| UAE Team Emirates \| + 6 min 15 s \| \| \| 15.º \| Lucas Hamilton \| Mitchelton-Scott \| + 6 min 43 s \| \| \| 16.º \| Víctor de la Parte \| CCC Team \| + 6 min 45 s \| \| \| 17.º \| Valentin Madouas \| Groupama-FDJ \| + 7 min 06 s \| \| \| 18.º \| David Gaudu \| Groupama-FDJ \| + 9 min 03 s \| \| \| 19.º \| Bjorg Lambrecht \| Lotto-Soudal \| + 11 min 43 s \| \| \| 20.º \| Daniel Felipe Martínez \| EF Education First \| + 15 min 56 s \| \| \| 21.º \| Bauke Mollema \| Trek-Segafredo \| + 16 min 43 s \| \| \| 22.º \| George Bennett \| Team Jumbo-Visma \| + 18 min 51 s \| \| \| 23.º \| José Joaquín Rojas \| Movistar Team \| + 19 min 32 s \| \| \| 24.º \| Dylan Teuns \| Bahrain-Merida \| + 21 min 25 s \| \| \| 25.º \| Mikel Bizkarra \| Euskadi Basque Country-Murias \| + 22 min 53 s \| \| |                        |                               |                  |
| |                        |                               |                  |
| Fuente: ProCyclingStats |                        |                               |                  |
| Clasificación general |                        |                               |                  |
| Ciclista | Ciclista               | Equipo                        | Tiempo           |
| 1.º | Ion Izagirre           | Astana                        | 19 h 24 min 09 s |
| 2.º | Daniel Martin          | UAE Team Emirates             | + 29 s           |
| 3.º | Emanuel Buchmann       | Bora-Hansgrohe                | + 31 s           |
| 4.º | Jakob Fuglsang         | Astana                        | + 36 s           |
| 5.º | Adam Yates             | Mitchelton-Scott              | + 51 s           |
| 6.º | Tadej Pogačar          | UAE Team Emirates             | + 1 min 36 s     |
| 7.º | Mikel Landa            | Movistar Team                 | + 2 min 56 s     |
| 8.º | Mikel Nieve            | Mitchelton-Scott              | + 3 min 13 s     |
| 9.º | Patrick Konrad         | Bora-Hansgrohe                | + 3 min 29 s     |
| 10.º | Maximilian Schachmann  | Bora-Hansgrohe                | + 3 min 44 s     |
| 11.º | Enric Mas              | Deceuninck-Quick Step         | + 4 min 15 s     |
| 12.º | Hugh Carthy            | EF Education First            | + 5 min 25 s     |
| 13.º | Diego Ulissi           | UAE Team Emirates             | + 6 min 02 s     |
| 14.º | Sergio Luis Henao      | UAE Team Emirates             | + 6 min 15 s     |
| 15.º | Lucas Hamilton         | Mitchelton-Scott              | + 6 min 43 s     |
| 16.º | Víctor de la Parte     | CCC Team                      | + 6 min 45 s     |
| 17.º | Valentin Madouas       | Groupama-FDJ                  | + 7 min 06 s     |
| 18.º | David Gaudu            | Groupama-FDJ                  | + 9 min 03 s     |
| 19.º | Bjorg Lambrecht        | Lotto-Soudal                  | + 11 min 43 s    |
| 20.º | Daniel Felipe Martínez | EF Education First            | + 15 min 56 s    |
| 21.º | Bauke Mollema          | Trek-Segafredo                | + 16 min 43 s    |
| 22.º | George Bennett         | Team Jumbo-Visma              | + 18 min 51 s    |
| 23.º | José Joaquín Rojas     | Movistar Team                 | + 19 min 32 s    |
| 24.º | Dylan Teuns            | Bahrain-Merida                | + 21 min 25 s    |
| 25.º | Mikel Bizkarra         | Euskadi Basque Country-Murias | + 22 min 53 s    |

### Clasificación por puntos
| Clasificación por puntos | Clasificación por puntos | Clasificación por puntos | Clasificación por puntos | Clasificación por puntos |
| Ciclista                 | Ciclista                 | Equipo                   | Puntos                   |                          |
| ------------------------ | ------------------------ | ------------------------ | ------------------------ | ------------------------ |
| 1.º                      | Maximilian Schachmann    | Bora-Hansgrohe           | 96 pts                   |                          |
| 2.º                      | Adam Yates               | Mitchelton-Scott         | 78 pts                   |                          |
| 3.º                      | Ion Izagirre             | Astana                   | 76 pts                   |                          |
| 4.º                      | Tadej Pogačar            | UAE Team Emirates        | 54 pts                   |                          |
| 5.º                      | Jakob Fuglsang           | Astana                   | 50 pts                   |                          |
| 6.º                      | Emanuel Buchmann         | Bora-Hansgrohe           | 40 pts                   |                          |
| 7.º                      | Julian Alaphilippe       | Deceuninck-Quick Step    | 39 pts                   |                          |
| 8.º                      | Daniel Martin            | UAE Team Emirates        | 39 pts                   |                          |
| 9.º                      | Patrick Konrad           | Bora-Hansgrohe           | 35 pts                   |                          |
| 10.º                     | Michał Kwiatkowski       | Team Sky                 | 32 pts                   |                          |

### Clasificación de la montaña
| Clasificación de la montaña | Clasificación de la montaña | Clasificación de la montaña   | Clasificación de la montaña | Clasificación de la montaña |
| Ciclista                    | Ciclista                    | Equipo                        | Puntos                      |                             |
| --------------------------- | --------------------------- | ----------------------------- | --------------------------- | --------------------------- |
| 1.º                         | Adam Yates                  | Mitchelton-Scott              | 34 pts                      |                             |
| 2.º                         | Alessandro De Marchi        | CCC Team                      | 30 pts                      |                             |
| 3.º                         | Ion Izagirre                | Astana                        | 29 pts                      |                             |
| 4.º                         | Jakob Fuglsang              | Astana                        | 24 pts                      |                             |
| 5.º                         | Emanuel Buchmann            | Bora-Hansgrohe                | 15 pts                      |                             |
| 6.º                         | Tadej Pogačar               | UAE Team Emirates             | 15 pts                      |                             |
| 7.º                         | Carlos Verona               | Movistar Team                 | 13 pts                      |                             |
| 8.º                         | Luis León Sánchez           | Astana                        | 12 pts                      |                             |
| 9.º                         | Julien Bernard              | Trek-Segafredo                | 12 pts                      |                             |
| 10.º                        | Garikoitz Bravo             | Euskadi Basque Country-Murias | 12 pts                      |                             |

### Clasificación sub-23
| Clasificación sub-23 | Clasificación sub-23   | Clasificación sub-23  | Clasificación sub-23 | Clasificación sub-23 |
| Ciclista             | Ciclista               | Equipo                | Tiempo               |                      |
| -------------------- | ---------------------- | --------------------- | -------------------- | -------------------- |
| 1.º                  | Tadej Pogačar          | UAE Team Emirates     | 19 h 25 min 45 s     |                      |
| 2.º                  | Maximilian Schachmann  | Bora-Hansgrohe        | + 2 min 08 s         |                      |
| 3.º                  | Enric Mas              | Deceuninck-Quick Step | + 2 min 39 s         |                      |
| 4.º                  | Hugh Carthy            | EF Education First    | + 3 min 49 s         |                      |
| 5.º                  | Lucas Hamilton         | Mitchelton-Scott      | + 5 min 07 s         |                      |
| 6.º                  | Valentin Madouas       | Groupama-FDJ          | + 5 min 30 s         |                      |
| 7.º                  | David Gaudu            | Groupama-FDJ          | + 7 min 27 s         |                      |
| 8.º                  | Bjorg Lambrecht        | Lotto-Soudal          | + 10 min 07 s        |                      |
| 9.º                  | Daniel Felipe Martínez | EF Education First    | + 14 min 20 s        |                      |
| 10.º                 | Jonas Vingegaard       | Team Jumbo-Visma      | + 28 min 54 s        |                      |

## Evolución de las clasificaciones
| Etapa                   |                         | Ganador _             | Clasificación general | Puntos                | Montaña                | Jóvenes               | Equipo _       |
| ----------------------- | ----------------------- | --------------------- | --------------------- | --------------------- | ---------------------- | --------------------- | -------------- |
| 1.ª etapa               | contrarreloj individual | Maximilian Schachmann | Maximilian Schachmann | Maximilian Schachmann | Daniel Felipe Martínez | Maximilian Schachmann | Bora-hansgrohe |
| 2.ª etapa               | etapa escarpada         | Julian Alaphilippe    | Maximilian Schachmann | Maximilian Schachmann | Garikoitz Bravo        | Maximilian Schachmann | Bora-hansgrohe |
| 3.ª etapa               | etapa escarpada         | Maximilian Schachmann | Maximilian Schachmann | Maximilian Schachmann | Garikoitz Bravo        | Maximilian Schachmann | Bora-hansgrohe |
| 4.ª etapa               | etapa de media montaña  | Maximilian Schachmann | Maximilian Schachmann | Maximilian Schachmann | Garikoitz Bravo        | Maximilian Schachmann | Bora-hansgrohe |
| 5.ª etapa               | etapa de montaña        | Emanuel Buchmann      | Emanuel Buchmann      | Maximilian Schachmann | Alessandro De Marchi   | Maximilian Schachmann | Bora-hansgrohe |
| 6.ª etapa               | etapa de montaña        | Adam Yates            | Ion Izagirre          | Maximilian Schachmann | Adam Yates             | Tadej Pogačar         | Bora-hansgrohe |
| Clasificaciones finales | Clasificaciones finales |                       | Ion Izagirre          | Maximilian Schachmann | Adam Yates             | Tadej Pogačar         | Bora-hansgrohe |

## Ciclistas participantes y posiciones finales
Convenciones:
- AB-N: Abandono en la etapa N
- FLT-N: Retiro por llegada fuera del límite de tiempo en la etapa N
- NTS-N: No tomó la salida para la etapa N
- DES-N: Descalificado o expulsado en la etapa N

## UCI World Ranking
La Vuelta al País Vasco otorgó puntos para el UCI World Ranking para corredores de los equipos en las categorías UCI WorldTeam, Profesional Continental y Equipos Continentales. Las siguientes tablas son el baremo de puntuación y los 10 corredores que obtuvieron más puntos:
| Posición              | 1.º | 2.º | 3.º | 4.º | 5.º | 6.º | 7.º | 8.º | 9.º | 10.º | 11.º | 12.º | 13.º | 14.º | 15.º | 16.º-20.º | 21.º-30.º | 31.º-50.º | 51.º-55.º | 56.º-60.º |
| Clasificación general | 400 | 320 | 260 | 220 | 180 | 140 | 120 | 100 | 80  | 68   | 56   | 48   | 40   | 32   | 28   | 24        | 16        | 8         | 4         | 2         |
| Por etapa             | 50  | 20  | 8   |     |     |     |     |     |     |      |      |      |      |      |      |           |           |           |           |           |
| Líder                 | 8   |     |     |     |     |     |     |     |     |      |      |      |      |      |      |           |           |           |           |           |

| Clasificación |                       |                  |         |       |       |       |
| Ciclista      | Ciclista              | Equipo           | General | Etapa | Líder | Total |
| ------------- | --------------------- | ---------------- | ------- | ----- | ----- | ----- |
| 1.º           | Ion Izagirre          | Astana           | 400     | 20    | -     | 420   |
| 2.º           | Daniel Martin         | UAE Emirates     | 320     | 20    | -     | 340   |
| 3.º           | Emanuel Buchmann      | Bora-Hansgrohe   | 260     | 50    | 8     | 318   |
| 4.º           | Maximilian Schachmann | Bora-Hansgrohe   | 68      | 150   | 32    | 250   |
| 5.º           | Adam Yates            | Mitchelton-Scott | 180     | 58    | -     | 238   |
| 6.º           | Jakob Fuglsang        | Astana           | 220     | 16    | -     | 236   |
| 7.º           | Tadej Pogačar         | UAE Emirates     | 140     | 20    | -     | 160   |
| 8.º           | Mikel Landa           | Movistar         | 120     | -     | -     | 120   |
| 9.º           | Mikel Nieve           | Mitchelton-Scott | 100     | -     | -     | 100   |
| 10.º          | Patrick Konrad        | Bora-Hansgrohe   | 80      | -     | -     | 80    |